# Ove Aunli
Ove Robert Aunli (ur. 12 marca 1956 w Orkdal) – norweski biegacz narciarski, dwukrotny medalista olimpijski oraz sześciokrotny medalista mistrzostw świata.

## Kariera
Jego olimpijskim debiutem były Igrzyska w Lake Placid w 1980 r. W biegu na dystansie 15 km zajął trzecie miejsce, przegrywając jedynie z Thomasem Wassbergiem ze Szwecji i Juhą Mieto z Finlandii. Ponadto wraz z Larsem Erikiem Eriksenem, Perem Knutem Aalandem i Oddvarem Brå zdobył srebrny medal w sztafecie 4 × 10 km. Znacznie słabszy występ zanotował na igrzyskach olimpijskich w Sarajewie w 1984 r. W biegu na 15 km został zdyskwalifikowany, a biegu na dystansie 50 km nie zdołał ukończyć. Co więcej wraz z kolegami z reprezentacji zajął 4. miejsce w sztafecie. Na kolejnych igrzyskach już nie startował.
Członkiem norweskiej kadry był przez dekadę, sześciokrotnie stając na podium mistrzostw świata. W 1978 r. wystartował na Mistrzostwach Świata Lahti. Wspólnie z Larsem Erikiem Eriksenem, Ivarem Formo i Oddvarem Brå wywalczył tam brązowy medal w sztafecie. Na tych samych mistrzostwach zajął także 10. miejsce w biegu na 15 km techniką klasyczną. Cztery lata później, na Mistrzostwach Świata Oslo razem z Eriksenem, Pålem Gunnarem Mikkelsplassem i Oddvarem Brå zdobył złoto w sztafecie. W swoim najlepszym indywidualnym starcie, w biegu na 30 km techniką dowolną Aunli zajął 4. miejsce. Mistrzostwa Świata Seefeld in Tirol w 1985 r. były najlepszymi w jego karierze. Wraz z Arildem Monsenem, Pålem Gunnarem Mikkelsplassem i Torem Håkonem Holte wywalczył kolejny złoty medal w sztafecie. Co więcej w biegu na 30 km techniką klasyczną zdobył srebrny medal, a na dystansie 50 km stylem klasycznym był trzeci. Mistrzostwa Świata Oberstdorfie były ostatnimi w jego karierze. Zdobył tam swój ostatni medal w karierze wspólnie z Vegardem Ulvangiem, Pålem Gunnarem Mikkelsplassem i Terje Langlim zajmując trzecie miejsce w sztafecie.
Najlepsze wyniki w Pucharze Świata osiągnął w sezonach 1980/1981 (klasyfikacja nieoficjalna) i 1984/1985, kiedy w klasyfikacji generalnej zajmował 3. miejsce. Zdobył tytuł mistrza kraju, zwyciężając w biegu na 30 km w 1985 r.
Jego żona Berit Aunli także była biegaczką narciarską, medalistką igrzysk olimpijskich i mistrzostw świata.

## Osiągnięcia

### Igrzyska olimpijskie
| Miejsce | Dzień     | Rok  | Miejscowość | Konkurencja             | Czas biegu | Strata   | Zwycięzca        |
| ------- | --------- | ---- | ----------- | ----------------------- | ---------- | -------- | ---------------- |
| 8.      | 14 lutego | 1980 | Lake Placid | 30 km stylem klasycznym | 1:27:02,80 | +2:53,22 | Nikołaj Zimiatow |
| 3.      | 17 lutego | 1980 | Lake Placid | 15 km stylem klasycznym | 41:57,63   | +30,99   | Thomas Wassberg  |
| 2.      | 20 lutego | 1980 | Lake Placid | Sztafeta 4 × 10 km      | 1:57:03,46 | +1:42,31 | ZSRR             |
| DSQ     | 13 lutego | 1984 | Sarajewo    | 15 km stylem klasycznym | 41:25,6    | -        | Gunde Svan       |
| 4.      | 16 lutego | 1984 | Sarajewo    | Sztafeta 4 × 10 km      | 1:55:06,3  | +2:21,3  | Szwecja          |
| DNF     | 19 lutego | 1984 | Sarajewo    | 50 km stylem klasycznym | 2:15:55,8  | -        | Thomas Wassberg  |

### Mistrzostwa świata
| Miejsce | Dzień       | Rok  | Miejscowość      | Konkurencja             | Czas biegu | Strata   | Zwycięzca       |
| ------- | ----------- | ---- | ---------------- | ----------------------- | ---------- | -------- | --------------- |
| 10.     | 22 lutego   | 1978 | Lahti            | 15 km stylem klasycznym | 49:09,37   | +1:11,86 | Józef Łuszczek  |
| 3.      | 23 lutego   | 1978 | Lahti            | Sztafeta 4 × 10 km      | 2:05:17,63 | +1:30,74 | Szwecja         |
| 4.      | 20 lutego   | 1982 | Oslo             | 30 km stylem dowolnym   | 1:21:52,3  | +52,7    | Thomas Eriksson |
| 11.     | 23 lutego   | 1982 | Oslo             | 15 km stylem dowolnym   | 38:52,5    | -        | Oddvar Brå      |
| 1.      | 25 lutego   | 1982 | Oslo             | Sztafeta 4 × 10 km      | 1:56:27,6  | -        | Ex aequo ZSRR   |
| 2.      | 18 stycznia | 1985 | Seefeld in Tirol | 30 km stylem klasycznym | 1:18:24,1  | +25,0    | Gunde Svan      |
| 9.      | 22 stycznia | 1985 | Seefeld in Tirol | 15 km stylem klasycznym | 40:42,7    | +1:35,8  | Kari Härkönen   |
| 1.      | 24 stycznia | 1985 | Seefeld in Tirol | Sztafeta 4 × 10 km      | 1:52:21,0  | -        | -               |
| 3.      | 27 stycznia | 1985 | Seefeld in Tirol | 50 km stylem klasycznym | 2:10:49,9  | +1:47,8  | Gunde Svan      |
| 19.     | 12 lutego   | 1987 | Oberstdorf       | 30 km stylem klasycznym | 1:24:30,1  | +7:19,8  | Thomas Wassberg |
| 3.      | 15 lutego   | 1987 | Oberstdorf       | Sztafeta 4 × 10 km      | 1:38:04,6  | +43,6    | Szwecja         |

### Puchar Świata
W sezonach 1973/1974 - 1980/1981 Puchar Świata rozgrywany był nieoficjalnie.

#### Miejsca w klasyfikacji generalnej
- sezon 1977/1978: 16.
- sezon 1978/1979: 5.
- sezon 1979/1980: 5.
- sezon 1980/1981: 3.
- sezon 1981/1982: 14.
- sezon 1982/1983: 48.
- sezon 1983/1984: 12.
- sezon 1984/1985: 3.
- sezon 1985/1986: 24.
- sezon 1986/1987: 27.

#### Miejsca na podium
| Nr  | Dzień       | Rok  | Miejscowość      | Konkurencja             | Czas biegu | Pozycja | Strata  | Zwycięzca         |
| --- | ----------- | ---- | ---------------- | ----------------------- | ---------- | ------- | ------- | ----------------- |
| 1.  | 21 grudnia  | 1977 | Telemark         | 15 km                   | ?          | 1       | -       | -                 |
| 2.  | 11 stycznia | 1979 | Kastelruth       | 30 km                   | ?          | 1       | -       | -                 |
| 3.  | 8 stycznia  | 1980 | Kastelruth       | 30 km                   | ?          | 2       | ?       | Lars Erik Eriksen |
| 4.  | 12 stycznia | 1980 | Reit im Winkl    | 15 km                   | ?          | 1       | -       | -                 |
| 5.  | 17 lutego   | 1980 | Lake Placid      | 15 km                   | ?          | 3       | ?       | Thomas Wassberg   |
| 6.  | 17 stycznia | 1981 | Welingrad        | 15 km                   | ?          | 3       | ?       | Oddvar Brå        |
| 7.  | 24 stycznia | 1981 | La Bresse        | 15 km                   | ?          | 1       | -       | -                 |
| 8.  | 5 marca     | 1981 | Lahti            | 15 km                   | ?          | 2       | ?       | Oddvar Brå        |
| 9.  | 14 marca    | 1981 | Oslo             | 50 km                   | ?          | 3       | ?       | Oddvar Brå        |
| 10. | 16 grudnia  | 1983 | Ramsau           | 30 km stylem klasycznym | ?          | 2       | ?       | Gunde Svan        |
| 11. | 15 grudnia  | 1984 | Davos            | 30 km stylem klasycznym | ?          | 1       | -       | -                 |
| 12. | 18 stycznia | 1985 | Seefeld in Tirol | 30 km stylem klasycznym | 1:18:24,1  | 2       | +25,0   | Gunde Svan        |
| 13. | 27 stycznia | 1985 | Seefeld in Tirol | 50 km stylem klasycznym | 2:10:49,9  | 3       | +1:47,8 | Gunde Svan        |
| 14. | 14 grudnia  | 1985 | Biwabik          | 30 km stylem dowolnym   | ?          | 3       | ?       | Gunde Svan        |